# Schloss Spittel

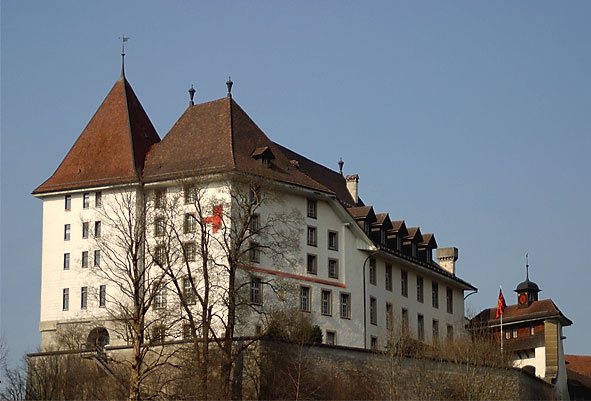
Das Spittel

Das Schloss Spittel, auch als Schloss Sumiswald bekannt, ist ein ehemaliges Schloss des Deutschen Ordens in Sumiswald, Kanton Bern, Schweiz.
Es steht etwas abseits des Dorfes und wurde 1225 durch Lüthold von Sumiswald mit der Auflage gestiftet, dass darin ein Hospital einzurichten sei – daher der Name Spittel. Von 1698 bis 1798 war das Schloss Sitz einer bernischen Landvogtei und 1812 ging es an die Gemeinde Sumiswald über. Der nach dem Brand von 1730 durch Niklaus Schiltknecht im Auftrag des Staats Bern errichtete Neubau beherbergte bis Ende Juni 2016 ein Altersheim und wird seither von der Gemeinde für diverse Zwecke genutzt.